# Handalagere, Kunigal
Handalagere là một làng thuộc tehsil Kunigal, huyện Tumkur, bang Karnataka, Ấn Độ.